# Arhythmorhynchus distinctus
Arhythmorhynchus distinctus är en hakmaskart som beskrevs av Baer 1956. Arhythmorhynchus distinctus ingår i släktet Arhythmorhynchus och familjen Polymorphidae. Inga underarter finns listade i Catalogue of Life.